# Padrão

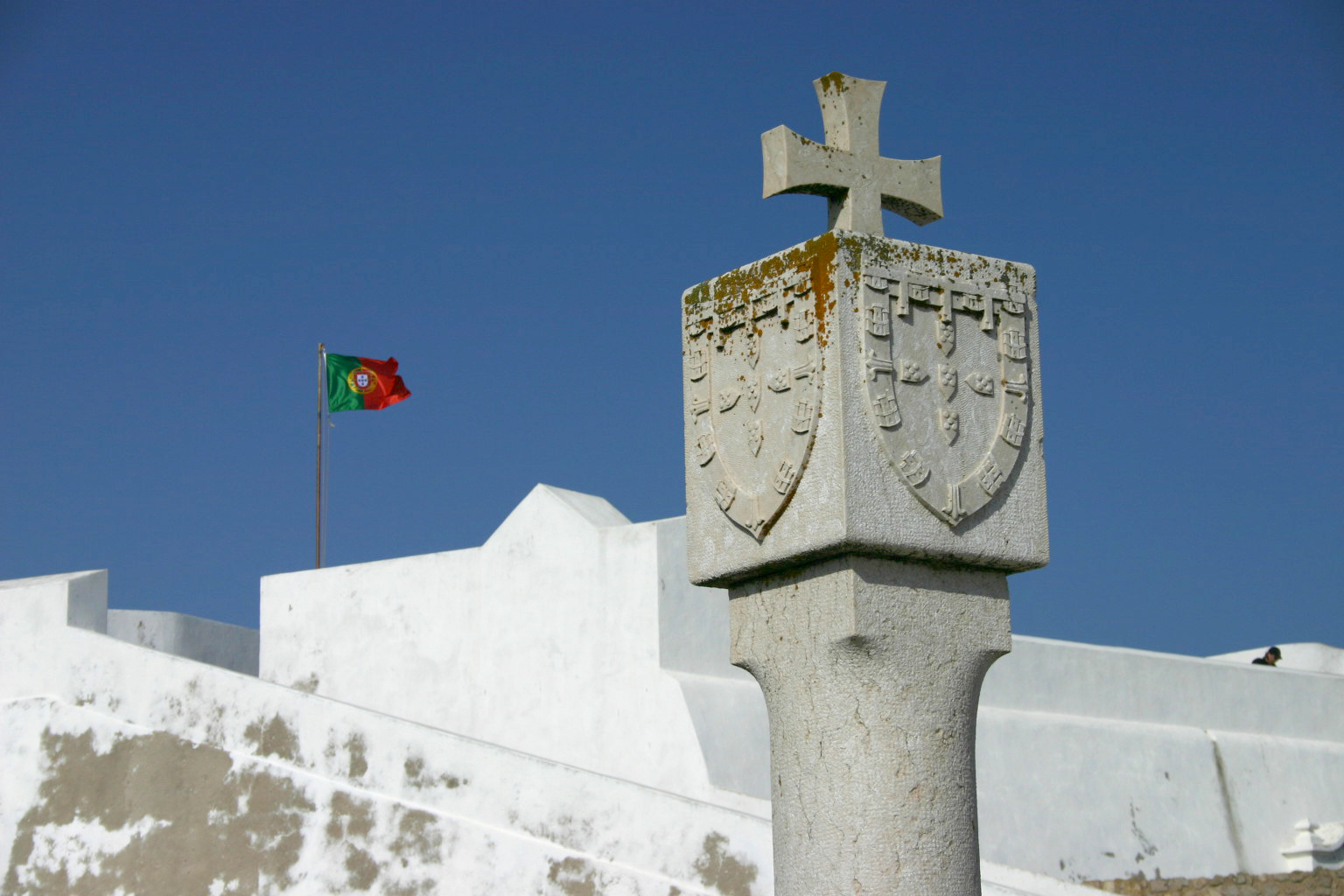
Simbolo di possesso: replica di un padrão a Sagres.

Un padrão (termine portoghese traducibile come cippo, pietra di demarcazione, al plurale padrões) era un pilastro di pietra coronato da una croce, con un'iscrizione e lo stemma del Portogallo. Nell'iscrizione veniva indicato l'anno di installazione, il nome del navigatore e del sovrano regnante in latino e in portoghese.
A partire dal 1482 i capitani portoghesi dell'epoca delle grandi scoperte geografiche li posizionavano in luoghi rilevanti sulle coste che avevano raggiunto, come promontori o estuari, con lo scopo di manifestare la sovranità del Portogallo sulle zone scoperte. Il primo navigatore a posizionare uno di questi pilastri fu Diogo Cão, che nel 1482 scoprì la foce del Congo. Colonne originali sono state rinvenute in Namibia, Sudafrica e Indonesia.
Altri celebri esploratori che hanno posizionato dei padrões sono stati Pêro da Covilhã, Bartolomeo Diaz, Vasco da Gama, Gonçalo Coelho e Jorge Álvares.

## Elenco deipadrão
| Numero | Paese  | Comune | Anno | Esploratore | Originale                        | Coordinate             | Immagine |
| ------ | ------ | ------ | ---- | ----------- | -------------------------------- | ---------------------- | -------- |
| 01     | Angola | Soyo   | 1482 | Diogo Cão   | Sociedade de Geografia de Lisboa | 6.076099°S 12.332271°E |          |